# Sciaphila sugimotoi
Sciaphila sugimotoi, novootkrivena mikoheterotrofna biljna vrsta iz porodice Triuridaceae. Otkrivena je na japansakom suptropskom otoku Ishigaki u prefekturi Okinawa. 
Opisana je kao parazitska biljka koja ne vrši fotosintezu. Mikoheterotrofne biljke žive kao paraziti unutar šumskih ekosustava. Kako bi se sačuvala vrsta, potrebno je osigurati zdrav i stabilan ekosustav s resursima koji bi im se trebali rezervirati.

## Vanjske poveznice
- New non-photosynthesising plant found in Japan  Arhivirana inačica izvorne stranice od 1. studenoga 2017. (Wayback Machine)